# Лаурин, Вацлав
Вацлав Лаурин (чеш. Václav Laurin; 27 сентября 1865, городок Камни, Королевство Богемия, Австро-Венгрия — 4 декабря 1930, Млада Болеслав, Чехословакия) — чешский конструктор и предприниматель, пионер автомобилестроения, один из основателей компании «Laurin & Klement».

## Биография
Родился 27 сентября 1865 года в чешском городке Камни. С 1883 по 1886 год учился в ремесленном училище в городе Млада Болеслав, затем работал на промышленных предприятиях.
В 1893 году в Дрездене изучал строение и основы эксплуатации паровых двигателей и сдал экзамены на паровозного механика. В городе Турнов Вацлав Лаурин познакомился с Йозефом Краусом и они вместе организуют мастерскую по ремонту велосипедов. Отношения компаньонов не выдержали испытания временем, и после разрыва отношений с Краусом переезжает в город Млада Болеслав, где в 1895 году знакомится с Вацлавом Клементом.
В сентябре 1895 года городской совет города Млада Болеслав зарегистрировала новое предприятие под названием «Laurin & Klement». Первые два года предприятие производило пять моделей велосипедов марки Slavia.
В 1897 году, получив кредит в Германии, компаньоны приобрели земельный участок, а в 1898 году начали на этом участке строительство завода. После расширения производства компания смогла предложить покупателям ещё три модели велосипедов. В 1899 году была разработана новая производственная программа, которая включала три женских модели, две мужские, две детские и два велосипеда-тандема. Кроме этого, покупателям предлагали модель велосипеда, у которого цепная передача была заменена валом.
В 1898 году Вацлав Лаурин знакомится с конструкцией мотоцикла братьев Вернер. Мотоцикл имел привод на переднее колесо; двигатель размещался на передней вилке. Лаурин приходит к выводу, что более перспективной является заднеприводная комплектация с размещенным в раме двигателем.
Демонстрация двух моделей мотоциклов собственной разработки компании Laurin & Klement состоялась 18 ноября 1899 года. Модель А с четырёхтактным двигателем объёмом 184 см³ развивала мощность 1,2 к.с. Для привода заднего колеса использовался плоский кожаный ремень с натяжным роликом. Система зажигания — с магнето низкого напряжения собственной конструкции, хотя изначально компаньоны планировали покупать системы зажигания в Роберта Боша. Модель имела двигатель объёмом 240 см³ и мощностью 1,8 к.с.
В 1902 году появилась модель LW с двигателем, оснащенным системой водяного охлаждения. Мощность двигателя составляла 4 к.с. при объёме 633 см³.
В 1903 году впервые в мире создан мотоцикл с двухцилиндровым V-образным двигателем. Самая мощная версия при рабочем объёме 812 см3 развивала 5 к.с. В ходовой части появилась передняя подвеска, а функцию упругого элемента выполняли две пружины, заключенные в вертикальные стальные стаканы.
В 1905 году компания Laurin & Klement среди первых в мире вывела на рынок мотоцикл с рядным четырёхцилиндровым двигателем (570 см³, 6 к.с.).
Также на предприятии строили боковые коляски разных типов до своих мотоциклов, а кроме того, экспериментировали с трех- и четырёхколесными транспортными средствами. Для рекламы и продвижения своей продукции компания с 1901 до 1905 года принимает участие в мотогонках. В 1910 году производство мотоциклов свернули. На смену мотоциклу пришел автомобиль.
На Пражском автосалоне в июле 1905 был представлен автомобиль Laurin & Klement Type A. На нём был установлен V-образ двухцилиндровый четырёхтактный двигатель с водяным охлаждением, объёмом 1005 см³ и мощностью 7 к.с. К концу 1906 года было создано пять моделей, причем две из них — с четырёхцилиндровыми двигателями.
В 1912 году под техническим руководством Вацлава Лаурина началось массовое изготовление легковых и грузовых автомобилей, которые снискали себе популярность во всей Европе. После окончания Первой мировой войны и распада Австро-Венгерской империи предприятие, которое оказалось на территории Чехословакии, снова начало выпуск автомобилей. Кроме автомобилей, компания выпускала моторные плуги «Эксельсиор», а также авиационные двигатели V-12 по лицензии «Лоррен-Дитрих».
В 1925 году компания «Лаурин и Клемент» вошла в состав концерна Škoda из города Пльзень. После объединения предприятия Лаурин стал техническим директором предпринимательства, но впоследствии отошел от дел.